# Canalul maritim Bruxelles-Escaut
Canalul maritim Bruxelles-Escaut (în franceză Canal maritime Bruxelles-Escaut, în neerlandeză Zeekanaal Brussel-Schelde), denumit și canalul Willebroeck, este un canal din Belgia care conectează capitala Bruxelles cu fluviul Escaut și, prin intermediul acestuia, cu Marea Nordului. Canalul, cu o lungime de 28 km, o lățime de 30 m și accesibil navelor cu un pescaj de 2 m, permite navigația între localitățile Bruxelles și Willebroek. În dreptul satului Klein-Willebroek, vechiul canal se vărsa în râul Rupel, afluent al fluviului Escaut, fiind numit din acest motiv canalul maritim Bruxelles-Rupel. Canalul a primit denumirea actuală după realizarea, în anul 1997, a unei legături directe cu fluviul Escaut prin care se poate evita intrarea pe râul Rupel.

## Context
Cu câteva secole în urmă, râul Senne permitea navigația pe cursul său până în dreptul insulei Saint-Géry din Bruxelles. Totuși, aluviunile, traseul sinuos al cursului său din amonte și numeroasele delte îi diminuau adâncimea, îngreunând semnificativ navigația. Cu toate că, încă din 1434, Filip cel Bun a autorizat lucrări de canalizare a râului, acestea s-au dovedit în scurt timp insuficiente. În plus, deși ideea unui canal care să înlocuiască navigația pe Senne s-a născut încă din acea perioadă, proiectul s-a lovit imediat de ostilitatea orașului Mechelen, care nu dorea ca traficul să se mute de pe Senne pe canal, pentru că ar fi pierdut taxele de tranzitare a râului pe care le colecta.

## Istoric
Canalul maritim Bruxelles-Escaut este una din cele mai vechi căi de navigație artificiale din Belgia și din întreaga Europă. Lucrările au debutat în iunie 1550 și au durat până în 1561.
Filip cel Bun acordase deja în 1436 o autorizație pentru construirea canalului, dar proiectul a fost blocat multă vreme din cauza opoziției orașului Mechelen, singurul autorizat să colecteze taxele de transport pe râul Senne. În 1477, Maria de Burgundia a decretat construcția canalului.. 
În 1531, Carol Quintul a reînnoit autorizația lui Filip cel Bun, dar lucrările nu au demarat imediat ci abia în 1550, când Maria a Austriei și-a dat acordul pentru începerea construcției. Pe 16 iunie 1550, primarul orașului Bruxelles, Jean de Locquenghien, a pus piatra de temelie a lucrării, iar lucrările au fost terminate pe 10 octombrie 1561. Canalul a fost inaugurat cu mare pompă, iar în Biserica Sfântul Nicolae din Bruxelles a fost celebrată o mesă. 

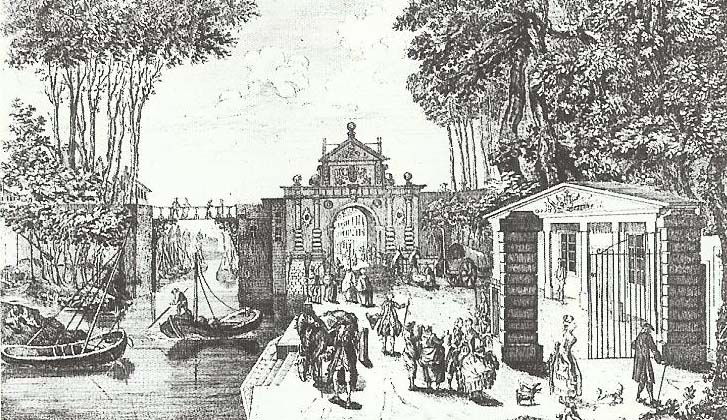
Porte du Rivage în secolul al XVIII-lea.

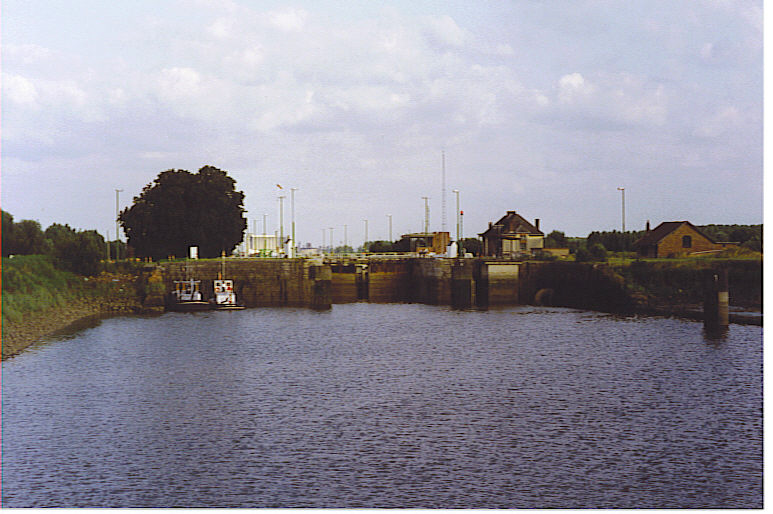
Vechea ecluză de la Wintam.

Diferența de nivel de 14 m dintre Bruxelles și râul Rupel a fost rezolvată prin construirea a 4 ecluze. Odată cu intrarea în funcțiune a canalului, ambarcațiunile au putut să evite navigația pe cursul sinuos al Sennei și taxele ridicate de trecere impuse de orașul Mechelen, realizându-se astfel o legătură directă cu Anvers. Pentru a permite navigația ambarcațiunilor până în centrul orașului Bruxelles, a fost realizată o breșă în cea de-a doua centură de fortificații a localității, în dreptul fostei porți du Rivage (pe amplasamentul actualei Piețe Yser / Ĳzer). Din acel moment, navigația pe râul Senne s-a diminuat dramatic, acesta primind rolul de a deveni principala cale de evacuare a apelor uzate din localitate.
La scurtă vreme după terminarea construcției, în centrul orașului Bruxelles (în Piața Sainte-Catherine) au fost realizate mai multe acumulări adiacente canalului. Ele au fost desecate și astupate spre sfârșitul secolului al XIX-lea, însă numele unor străzi încă mai amintesc de ele.
În 1922 a fost finalizată amenajarea așa-numitului port maritim Bruxelles, compus din trei acumulări de apă care permiteau acostarea, încărcarea și descărcarea navelor: Gobert, Béco și Vergote. Avanportul din aval a fost inaugurat în 1939. Cursul canalului Bruxelles a fost și el modificat, patul său fiind mutat cu circa 60 m spre vest, pentru a permite conectarea în linie dreaptă a canalului maritim Bruxelles-Escaut cu canalul Charleroi-Bruxelles, inaugurat în 1832, realizându-se astfel o legătură navigabilă directă între Portul Anvers și bazinul industrial Charleroi.
În paralel a fost construită o nouă ecluză la Wintam, la vărsarea canalului în râul Rupel. Ecluzele de la Vilvoorde și Humbeek au fost înlocuite cu o ecluză nouă la Kapelle-op-den-Bos. O altă modernizare a canalului a fost demarată în 1965, acesta fiind lărgit la 55 m, respectiv la 25 m în dreptul ecluzelor, iar pescajul a fost și el adaptat în consecință. În 1975 a fost finalizată construcția unei noi secțiuni a canalului, dotată cu o ecluză nouă la Zemst, având dimensiunile de 205 m × 25 m. În 1997 a fost inaugurată o a doua ecluză cu aceleași dimensiuni, la Hingene. Noua secțiune a canalului permite acestuia să se verse direct în Escaut, ocolind râul Rupel. Portul Bruxelles a devenit astfel accesibil navelor maritime cu un deplasament de 4500 de tone și convoaielor de péniche cu împingător de 9000 de tone.
Canalul este de o importanță capitală pentru aprovizionarea cu petrol a orașului Bruxelles, care reprezintă aproximativ un sfert din traficul naval. În 1974, traficul anual ajunsese la 14 milioane de tone. După o scădere consecutivă datorată crizelor succesive care au afectat economia mondială, volumul transportat a crescut din nou. Cu 7 milioane de tone transportate pe canal, portul Bruxelles a devenit în anul 2012 al doilea port interior ca volum din Belgia, după Liège. Volumul de mărfuri care au tranzitat portul Bruxelles a scăzut din nou în 2020, în urma pandemiei de coronaviroză.
Ca urmare a regionalizării Belgiei, administrarea canalului a fost transferată de la societatea „SA Maritime”, înființată în 1896, către Portul Bruxelles pentru secțiunea care traversează Regiunea Capitalei, respectiv către De Vlaamse Waterweg nv pentru secțiunea de pe teritoriul Regiunii Flamande.

## Importanță economică și socială

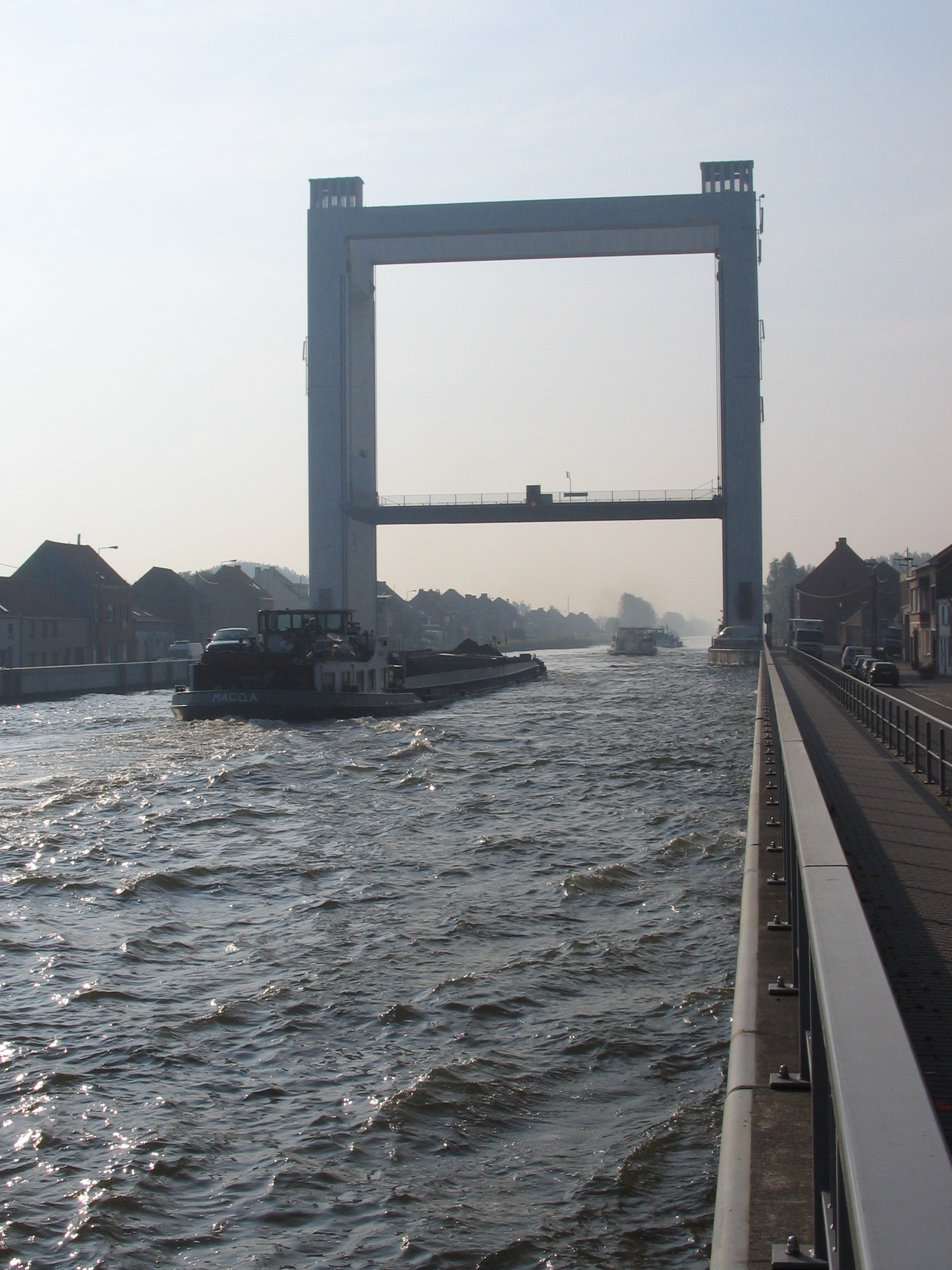
Pod peste canal la Humbeek.

În secolul al XIX-lea canalul separa partea burgheză și comercială a orașului Bruxelles de cartierele sărace, de cele industriale și de periferiile rurale. El a devenit rapid centrul motor al orașului, principalul izvor al dezvoltării industriale. În 1896, 88% dintre manufacturile regiunii funcționau în comunele situate de-a lungul Sennei și canalului Bruxelles-Escaut. Firme mici și medii, deservind în special piața locală, au început să se instaleze printre locuințele private. Au fost realizate poduri de legătură între cele două maluri ale canalului, iar în Bruxelles, de-a lungul acestuia, s-au dezvoltat numeroase cartiere în care locuitorii trăiau totuși în condiții destul de precare.
Pentru firme nu era important locul în amonte sau în aval unde se găseau, ci să aibă ieșire la canal, pentru a se putea aproviziona cu materii prime și a-și putea distribui și livra produsele. În timp, majoritatea manufacturilor amplasate în lungul canalului au dispărut, unele din cauza închiderii minelor, altele din cauza concurenței căii ferate și a evoluției economiei mondiale, care a dus la deplasarea unor uzine de producție dinspre țările industrializate către cele în curs de dezvoltare. Dar au existat și întreprinderi care au rămas, precum abatorul din Anderlecht, terminalul petrolier sau vânzătorii de vehicule de ocazie.

### Portul Bruxelles
Portul Bruxelles se întinde pe o suprafață de aproximativ 107 hectare în lungul succesiunii de canale Anvers–Bruxelles–Charleroi, în Regiunea Capitalei Bruxelles, din care porțiunea situată în lungul canalului maritim este cuprinsă aproximativ între Piața Sainctelette și podul Vilvoorde. Această porțiune de canal are două aspecte total diferite: în partea dinspre Bruxelles, portul se integrează în peisajul comercial și rezidențial, în timp ce în partea dinspre Vilvoorde el devine un adevărat port industrial maritim. 
Cu ocazia expozițiilor universale din 1935 și 1958, nave maritime precum pacheboturi ale liniei Oostende-Douvres au pătruns până în apropierea centrului istoric al orașului Bruxelles. De asemenea, nave militare au navigat cu anumite ocazii până în oraș.

### Zona adiacentă canalului
O revigorare a cartierelor din Bruxelles situate în jurul canalui a avut loc în anii 2000. Începând din 2015, guvernul Regiunii Capitalei Bruxelles a lansat așa-numitul „Plan Canal” pentru a redinamiza zona adiacentă canalului, prin proiecte de reconversie, diversificare funcțională și ecologizare.